# キーウの聖ソフィア大聖堂と関連する修道院群及びキーウ・ペチェールシク大修道院
キーウの聖ソフィア大聖堂と関連する修道院群及びキーウ・ペチェールシク大修道院（キーウのせいソフィアだいせいどうとかんれんするしゅうどういんぐんおよびキーウ・ペチェールシクだいしゅうどういん）は、かつてロシアへのキリスト教普及に多大な貢献をなしたとともに、キエフ・ルーシの繁栄を今に伝える聖ソフィア大聖堂、キーウ・ペチェールシク大修道院などを対象とするUNESCOの世界遺産リスト登録物件である（ID527）。ウクライナの首都キーウに残るこの世界遺産は、1990年にウクライナの世界遺産としては最初に登録された。

## 構成資産
この世界遺産は以下の3件で構成される。構成資産の後の英語綴り、および世界遺産登録IDは世界遺産センターが公表しているものである。

### 聖ソフィア大聖堂
聖ソフィア大聖堂 (Saint-Sophia Cathedral, ID527bis-001) はキーウ中心部にある市内では現存最古の聖堂であり、世界遺産登録面積は5.02ha、緩衝地域は111.81haである。
9世紀末ごろに成立したキエフ・ルーシの最盛期は、キリスト教を国教としたウラジーミル聖公から、その息子ヤロスラフ賢公の時代とされている。ウラジーミルは大聖堂を建立したが、のちのモンゴルのルーシ侵攻によって破壊された。ヤロスラフがペチェネグに勝利した記念として建立した聖ソフィア大聖堂は、コンスタンティノープルにあったハギア・ソフィア大聖堂にあやかってその名を頂いたもので、1037年の建立である。ギリシャ十字式のプランを採用した創建当時の様式は、五廊式と13のドームに特徴付けられていたが、現在は1685年から1707年の大改築を経て、ウクライナ・バロック様式が見られる。鐘楼の高さは78メートルで、これはキーウ市内では最高地点である。大聖堂の壁には、モンゴル軍の侵攻の際にも破壊されずに残った「不滅の壁のマリア」の異名を持つ生神女のモザイク画をはじめとする美しい絵画群が残されている。
聖ソフィア大聖堂は、周囲を神学校、信者の家 (Bretheren's House)、府主教の邸宅 (Metropolitan's House)、教会会議室 (Consistory)、僧院食堂 (Refectory Church) などに囲まれている。
聖ソフィア大聖堂と周辺の建造物は、高位聖職者たちが教会会議を開く宗教的な場所として、歴代大公の戴冠や外国使節の接受を行う政治的な場として、そして『ランスの福音書』をはじめとする稀覯書を擁していた中世ロシア初の図書館が設立された文化的な場所として、いずれも重要な位置を占めていた。

### キーウ・ペチェールシク大修道院

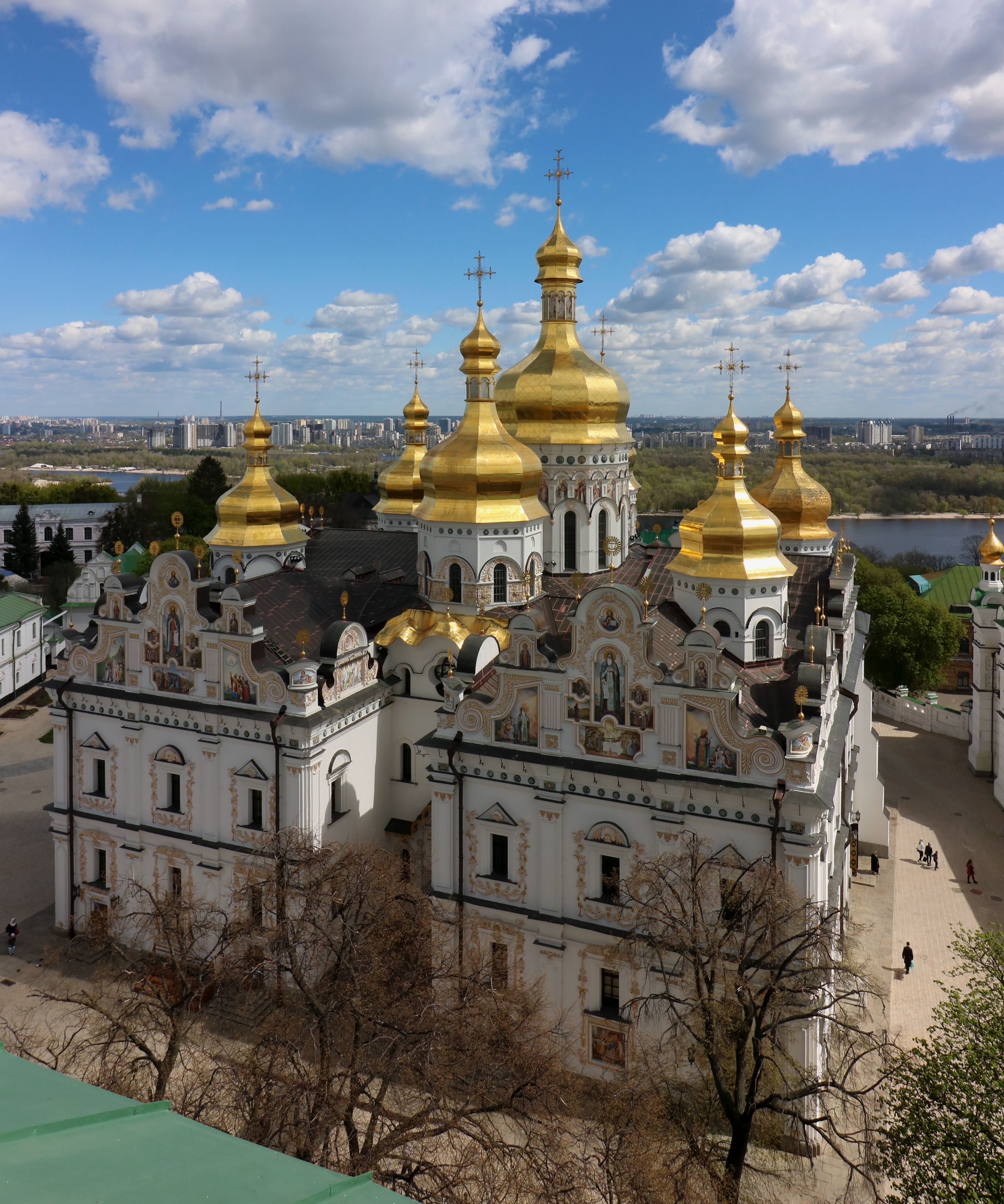
キーウ・ペチェールシク大修道院の「上の修道院」

キーウ・ペチェールシク大修道院 (Kyiv-Pechersk Lavra, ID527bis-002) は11世紀半ばに創建された修道院であり、世界遺産登録面積は22.9ha、緩衝地域は108.34haである。
11世紀にアトス山からやってきた修道士アントニオスとテオドシスがドニエプル川沿いの洞窟（ペチェーラ）で修行を始めたことに起源を持ち、大修道院はその上に建てられた。ペチェールシク大修道院では年代記の編纂や聖書の翻訳などが行われ、中世ロシアにキリスト教が普及していく上で大きく貢献した。『過ぎし歳月の物語』の編纂は特に重要なものとされている。当初の建造物群はモンゴルのルーシ侵攻によって大きく損壊し、現在残るウクライナ・バロック様式の建造物群は、ピョートル1世の時代に再建されたものである。
大修道院は至聖三者大門教会、生神女就寝大聖堂などの主要宗教建築物群や民芸品、映画、書籍などの各種博物館を含む「上の修道院」と、地下洞窟に形成された地下墓地を含む「下の修道院」とに分かれている。

### ベレストヴォの救世主聖堂

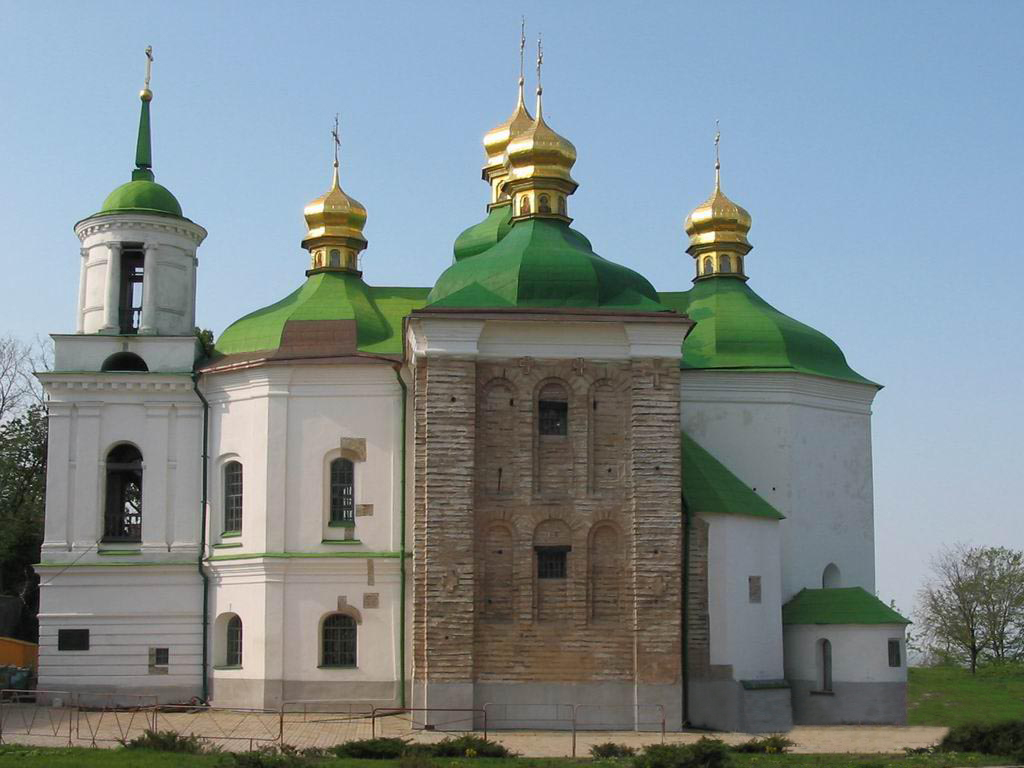
ベレストヴォの救世主聖堂

ベレストヴォの救世主聖堂 (Church of the Saviour at Berestovo, ID527-003) は、キーウのペチェールシク地区にある聖堂で、世界遺産登録面積は0.6haである。2000年にはこの聖堂の保全に関して、世界遺産基金から19,970USDが拠出された。

## 登録経緯
ウクライナの世界遺産条約批准は1988年10月12日のことであった。この物件は翌1989年5月30日にウクライナ初の世界遺産として推薦されたが、当初は聖ソフィア大聖堂とキーウ・ペチェールシク大修道院が別個の物件として推薦されていた。これに対し、世界遺産委員会の諮問機関である国際記念物遺跡会議 (ICOMOS) は、両方をひとまとめに推薦すべきことを勧告し、ウクライナ当局もそれに同意した。

### 登録名称日本語表記
この物件は1990年の第14回世界遺産委員会で正式に登録された。世界遺産としての正式登録名は、"Kiev: Saint-Sophia Cathedral and Related Monastic Buildings, Kiev-Pechersk Lavra"（英語）、"Kiev : cathédrale Sainte-Sophie et ensemble des bâtiments monastiques et laure de Kievo-Petchersk"（フランス語）であった。その日本語訳は資料によって以下のような違いがある。
- キエフの聖ソフィア大聖堂とペチェルスカヤ大修道院 - ユネスコ世界遺産センター/講談社[19][20]
- キエフの聖ソフィア聖堂とペチェルスカヤ大修道院 - 世界遺産アカデミー[21]
- キエフの聖ソフィア大聖堂と関連する修道院群及びキエフ・ペチェールスカヤ大修道院 - 太田邦夫[22]
- キエフ:聖ソフィア大聖堂と関連する修道院建築物群、キエフ-ペチェールスカヤ大修道院 - 日本ユネスコ協会連盟[23]
- キエフの聖ソフィア大聖堂と修道院群、キエフ・ペチェルスカヤ大修道院 - 古田陽久・古田真美[24]
- キエフ:聖ソフィア寺院と関連する修道院施設、ペチェールスカ大修道院 - 谷治正孝[25]

名称については、2019年に Kiev の部分が Kyiv へと変更された。
2022年4月6日、世界遺産検定を実施している特定非営利活動法人「世界遺産アカデミー」は、ウクライナの地名表記をウクライナ語に基づく呼称を採用するという政府方針の決定に従い、キエフをキーウへ、ペチェールスカヤをペチェルーシカへ改め、当該世界遺産の名称を以下の表記に変更することを発表した。
- キーウ：聖ソフィア聖堂と関連修道院群、キーウ・ペチェルーシカ大修道院[28]

### 登録基準
この世界遺産は世界遺産登録基準のうち、以下の条件を満たし、登録された（以下の基準は世界遺産センター公表の登録基準からの翻訳、引用である）。
- (1) 人類の創造的才能を表現する傑作。
- (2) ある期間を通じてまたはある文化圏において、建築、技術、記念碑的芸術、都市計画、景観デザインの発展に関し、人類の価値の重要な交流を示すもの。
- (3) 現存するまたは消滅した文化的伝統または文明の、唯一のまたは少なくとも稀な証拠。
- (4) 人類の歴史上重要な時代を例証する建築様式、建築物群、技術の集積または景観の優れた例。

個別の登録基準の適用理由については、世界遺産委員会の決議文にも明記されていない。

### 拡大登録に向けて
2005年には聖ソフィア大聖堂と関連施設群について、緩衝地域の設定に関する「軽微な変更」が行われた。

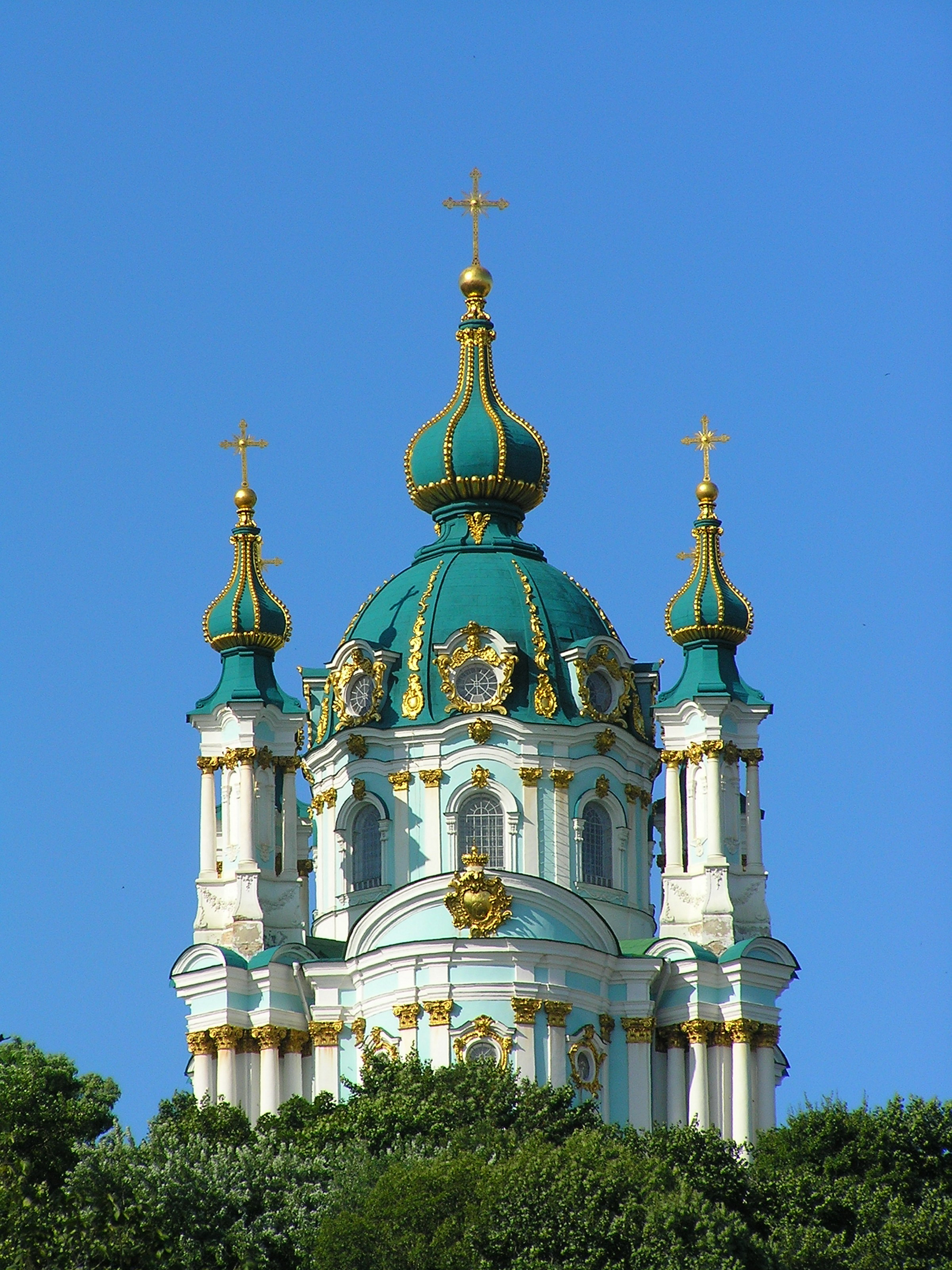
聖アンドリーイ聖堂

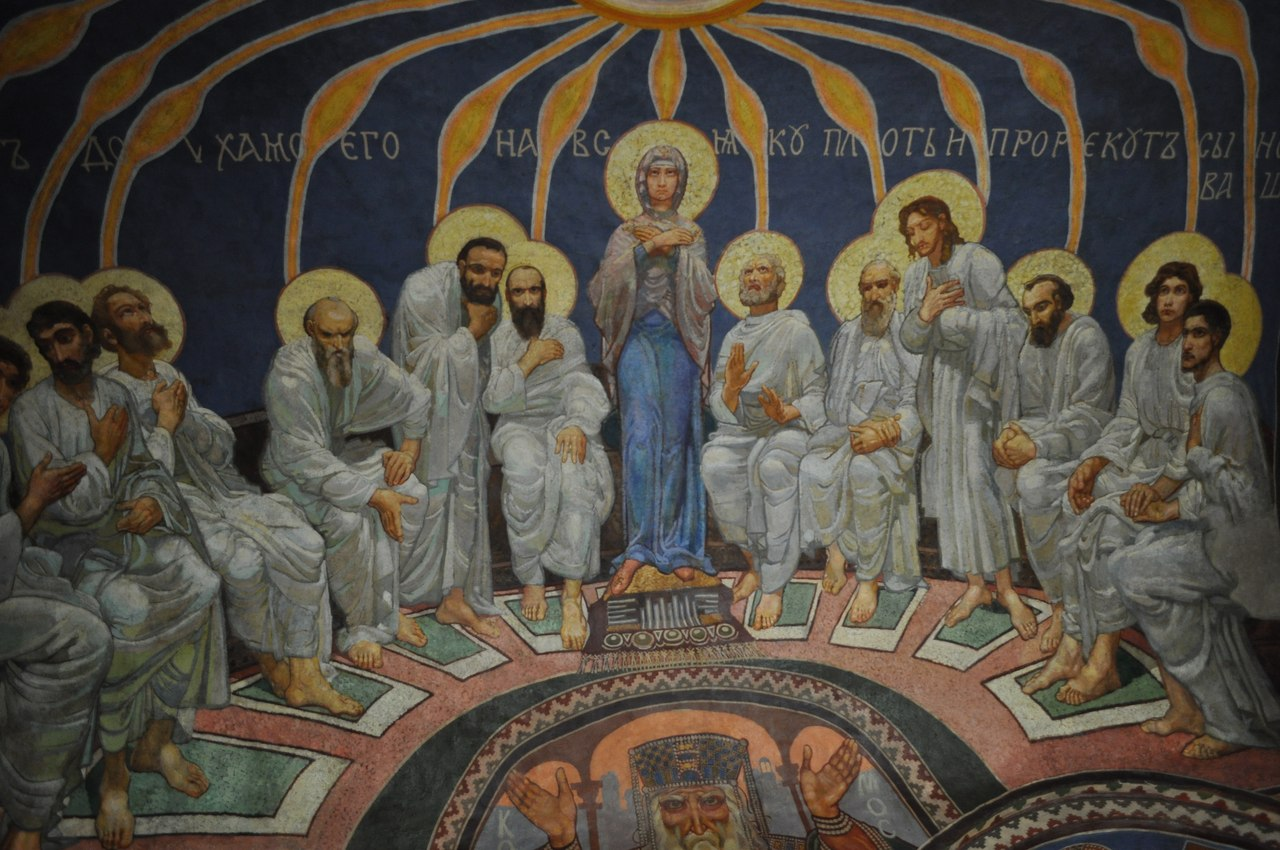
聖キリル聖堂のフレスコ画

ウクライナ当局は、さらにキーウ市内の聖アンドリーイ聖堂、聖キリル聖堂の追加を「軽微な変更」として申請した。聖アンドリーイ聖堂は1749年に着工されたロシア・バロック様式の聖堂である。ロシアの女帝エリザヴェータがキーウを訪れたことの記念として、現在では観光客向けの露天が多く並ぶアンドレイ坂を上った丘に建てられたもので、内装にはロココ様式の装飾も見られる。聖キリル聖堂は修道院付属聖堂として12世紀に建てられた聖堂で、フセヴォロド公によるものである。フレスコ画には後の時代に修復されたものが含まれるが、特に18世紀の画家ミハイル・ヴルーベリの手になる絵画群が評価されている。
しかし、2008年の第32回世界遺産委員会では、それらの聖堂の追加は「軽微な変更」とは認められず、正規の拡大登録案件として申請するように勧告された。そこでウクライナ当局は拡大登録の案件として、改めて聖アンドリーイ聖堂、聖キリル聖堂の登録を申請した。しかし、2010年の第34回世界遺産委員会では、比較研究の不足をはじめとする多くの改善点を指摘され、「登録延期」と決議された。
ウクライナ当局は改善の上で「キーウの聖ソフィア大聖堂と関連する修道院群、聖キリル聖堂と聖アンドリーイ聖堂、キーウ・ペチェールシク大修道院」(Kyiv: Saint-Sophia Cathedral with Related Monastic Buildings, St. Cyril’s and St. Andrew’s Churches, Kyiv-Pechersk Lavra / Kiev : cathédrale Sainte-Sophie et ensemble des bâtiments monastiques, les églises Saint-Cyril et Saint André, laure de Kievo Petchersk) の名称で再推薦を行なったが、2012年の第36回世界遺産委員会でも、登録範囲の設定をはじめとする諸問題を指摘され、再び「登録延期」と決議された。

## 危機遺産
2022年ロシアのウクライナ侵攻を受けて、攻撃の被害を受ける直接的危機などを理由として、2023年の第45回世界遺産委員会で危機にさらされている世界遺産（危機遺産）リストに記載された。